# سیارک ۶۵۴۳
سیارک ۶۵۴۳ (به انگلیسی: 6543 Senna، نامگذاری:1985TP3) شش هزار و پانصد و چهل و سومین سیارک کشف شده‌است که در ۱۱ اکتبر ۱۹۸۵ کشف شد.
قدر مطلق سیارک برابر ۱۴٫۱۰ است.